# Jessie J
Jessica Ellen Cornish, més coneguda com a Jessie J (Redbridge, 27 de març de 1988), és una cantant i compositora anglesa.

## Carrera artística
Va estudiar a la BRIT School abans de signar amb Gut Records i arribar a un acord amb Sony/ATV Music com a compositora. Ha escrit cançons per a artistes com Chris Brown, Alicia Keys, Lisa Lois i Miley Cyrus, per a la qual va compondre l'èxit "Party in the U.S.A" i va obtenir certificació de platí a molts països (el 2012 va obtenir els 5 discos de platí pels 10 milions de còpies venudes als Estats Units). El 7 de gener de 2011, Jessie va arribar al número 1 de la llista "BBC Sound of 2011" i al febrer del mateix any va rebre el "Critics Choice" en els BRIT Awards.
Després de firmar un contracte amb Universal Republic, Jessie va estrenar "Do It Like a Dude", el seu primer senzill, que va arribar fins al número 2 a les llistes de senzills del Regne Unit. Després d'encapçalar amb "Price Tag" les llistes a 19 països, incloent-hi el mateix Regne Unit, França, Irlanda i Nova Zelanda, va publicar el seu àlbum debut Who You Are (2011), el qual arribà al segon lloc de les llistes del Regne Unit. Altres singles del disc van ser "Nobody's Perfect", "Who's Laughing Now" i "Who You Are", els quals estigueren entre les millors 20 cançons del Regne Unit. Però el llançament del seu cinquè senzill "Domino" li va proporcionar més èxit internacional; va arribar al número 6 del Billboard Hot 100 dels Estats Units i, a més, va esdevenir el seu segon número 1 al Regne Unit.
El sisè senzill que s'estrenà de Who You Are va ser "Laserlight" (amb David Guetta) i va ser la sisena cançó que entrà al "top ten". Això va fer que Jessie fos la primera artista femenina britànica en tenir sis cançons d'un mateix disc que van estar entre les 10 primeres de la llista de singles. A finals de 2013 va publicar el seu segon àlbum d'estudi titulat Alive. A banda de la seva carrera musical, Jessie va fer de "coach" (entrenadora) al programa de televisió "The Voice UK", de la BBC.

## Discografia
- Who You Are (2011)
- Alive (2013)
- Sweet Talker (2014)
- R.O.S.E. (2018)

## Premis i nominacions
| Any  | Organització       | Artista  | Premi                       | Resultat   |
| ---- | ------------------ | -------- | --------------------------- | ---------- |
| 2011 | BBC Sound del 2011 | Jessie J | Premi al millor so del 2011 | Guanyadora |
| 2011 | Brit Awards 2011   | Jessie J | Critics Choice Award        | Guanyadora |